# Cleopatra (film fra 1917)
 For alternative betydninger, se Cleopatra (flertydig). (Se også artikler, som begynder med Cleopatra)
Cleopatra er en amerikansk stumfilm fra 1917 af J. Gordon Edwards.

## Medvirkende
- Theda Bara som Kleopatra VII av Egypt
- Fritz Leiber sr. som Julius Cæsar
- Thurston Hall som Marcus Antonius
- Alan Roscoe som Pharon
- Herschel Mayall som Ventidius